# Гірницька міська рада
Гірницька міська́ ра́да — колишній орган місцевого самоврядування у складі Селидівської міської ради Донецької області. Адміністративний центр — місто Гірник. У 2020 році, в рамках реформи децентралізації, приєднана до складу Курахівської міської територіальної громади.

## Загальні відомості
- Територія ради: 5,1 км²
- Населення ради: 11822 особи (станом на 1 січня 2011 року)

## Населені пункти
Міській раді підпорядковані населені пункти:
- м. Гірник

## Склад ради
Рада складається з 30 депутатів та голови.
- Голова ради: Архипенко Володимир Григорович
- Секретар ради: Мандрика Тетяна Петрівна

### Керівний склад попередніх скликань
| ПІБ                            | Основні відомості                                                                     | Дата обрання | Дата звільнення |
| ------------------------------ | ------------------------------------------------------------------------------------- | ------------ | --------------- |
| Архипенко Володимир Григорович | Міський голова, 1958 року народження, освіта середня спеціальна, член Партії регіонів | 26.03.2006   | 31.10.2010      |
| Архипенко Володимир Григорович | Міський голова, 1958 року народження, освіта середня спеціальна, член Партії регіонів | 31.10.2010   |                 |

Примітка: таблиця складена за даними джерела

### Депутати
За результатами місцевих виборів 2010 року депутатами ради стали:

#### За суб'єктами висування
| Суб'єкт висування                                       | Кількість обраних депутатів | %    |
| ------------------------------------------------------- | --------------------------- | ---- |
| Партія регіонів                                         | 20                          | 66,7 |
| Комуністична партія України                             | 5                           | 16,7 |
| Політична партія Всеукраїнське об'єднання «Батьківщина» | 2                           | 6,7  |
| Політична партія «Сильна Україна»                       | 2                           | 6,7  |
| Соціалістична партія України                            | 1                           | 3,3  |

#### За округами
| № округу                                                | Прізвище, ім'я, по батькові      | Дата визнання обраним | Освіта         | Партійна приналежність                        | Відомості про обраного депутата                                                   |
| ------------------------------------------------------- | -------------------------------- | --------------------- | -------------- | --------------------------------------------- | --------------------------------------------------------------------------------- |
| Комуністична партія України                             |                                  |                       |                |                                               |                                                                                   |
| б/м                                                     | Корольов Михайло Миколайович     | 02.11.2010            | Освіта середня | член Комуністичної партії України             | Селидівський міськводоканал, слюсар                                               |
| б/м                                                     | Синельников Андрій Володимирович | 02.11.2010            | Освіта середня | член Комуністичної партії України             | Ш."Курахівська"ДП"Селидіввугілля", прохідник                                      |
| б/м                                                     | Остапенко Тетяна Леонідівна      | 02.11.2010            | Освіта середня | член Комуністичної партії України             | пенсіонер                                                                         |
| 3                                                       | Копарєв Володимир Олександрович  | 02.11.2010            | Освіта вища    | член Комуністичної партії України             | пенсіонер                                                                         |
| 15                                                      | Бурмістрова Людмила Дмитрівна    | 02.11.2010            | Освіта вища    | член Комуністичної партії України             | пенсіонер                                                                         |
| Партія регіонів                                         |                                  |                       |                |                                               |                                                                                   |
| б/м                                                     | Мазур Галина Олександрівна       | 02.11.2010            | Освіта вища    | член Партії регіонів                          | пенсіонер                                                                         |
| б/м                                                     | Шуміліна Олена Вікторівна        | 02.11.2010            | Освіта вища    | член Партії регіонів                          | Державне підприємство "Селидіввугілля" ш. Курахівська, завідувачка відділу кадрів |
| б/м                                                     | Мандрика Тетяна Петрівна         | 02.11.2010            | Освіта вища    | член Партії регіонів                          | Виконком Гірницької міської ради, секретар ради                                   |
| б/м                                                     | Самофалов Микола Іванович        | 02.11.2010            | Освіта середня | член Партії регіонів                          | приватний підприємець                                                             |
| б/м                                                     | Бургеля Володимир Миколайович    | 02.11.2010            | Освіта середня | член Партії регіонів                          | приватний підприємець                                                             |
| б/м                                                     | Оржеховська Емма Вікторівна      | 02.11.2010            | Освіта вища    | член Партії регіонів                          | Виконком Гірницької міської ради, спеціаліст                                      |
| б/м                                                     | Корнєєв Віталій Олександрович    | 02.11.2010            | Освіта середня | член Партії регіонів                          | Державне підпріемство "Селидіввугілля" ш.Курахівська, прохідник                   |
| б/м                                                     | Ломака Ірина Олександрівна       | 02.11.2010            | Освіта вища    | член Партії регіонів                          | Виконком Гірницької міської ради, інспектор                                       |
| б/м                                                     | Бурцева Олена Миколаївна         | 02.11.2010            | Освіта вища    | член Партії регіонів                          | Виконком Гірницької міської ради, головний бухгалтер                              |
| 1                                                       | Сидорук Валентина Василівна      | 02.11.2010            | Освіта вища    | член Партії регіонів                          | Дитячий заклад “Рябінка", завідувач                                               |
| 2                                                       | Головач Олена Петрівна           | 02.11.2010            | Освіта вища    | член Партії регіонів                          | Державне Підприємство “Селидіввугілля" ш. Курахівська, завідувач здрав пунктом    |
| 4                                                       | Сапунова Олена Йосипівна         | 02.11.2010            | Освіта вища    | член Партії регіонів                          | Селидівська загальноосвітня школа I-III ст. №17, вчитель                          |
| 5                                                       | Касарига Іван Іванович           | 02.11.2010            | Освіта середня | член Партії регіонів                          | Державне підприємство"Селидіввугілля" ш.Курахівська, охоронець                    |
| 6                                                       | Колотова Тамара Іванівна         | 02.11.2010            | Освіта вища    | член Партії регіонів                          | Державне Підприємство “Селидіввугілля" ш.Курахівська, майстер                     |
| 7                                                       | Піденко Ніна Олексіївна          | 02.11.2010            | Освіта середня | член Партії регіонів                          | Селидівський міський водоканал, майстер                                           |
| 8                                                       | Журман Павло Миколайович         | 02.11.2010            | Освіта вища    | член Партії регіонів                          | приватний підприємець                                                             |
| 9                                                       | Соломка Анатолій Григорович      | 02.11.2010            | Освіта вища    | член Партії регіонів                          | Будинок культури, директор                                                        |
| 11                                                      | Рашевська Ірина Миколаївна       | 02.11.2010            | Освіта вища    | член Партії регіонів                          | Державне Підприємство “Селидіввугілля" ш.Курахівська, помічник директора          |
| 12                                                      | Полятикіна Галина Олексіївна     | 02.11.2010            | Освіта вища    | член Партії регіонів                          | Селидівська загальноосвітня школа I-III ст. №18, заступник директора              |
| 13                                                      | Нусс Ірина Борисівна             | 02.11.2010            | Освіта вища    | член Партії регіонів                          | ТОВ "Донторг", директор                                                           |
| Політична партія Всеукраїнське об’єднання "Батьківщина" |                                  |                       |                |                                               |                                                                                   |
| б/м                                                     | Ліпінська Тетяна Миколаївна      | 02.11.2010            | Освіта вища    | позапартійна                                  | Селидівський навчальний центр, секретар                                           |
| 14                                                      | Кукліна Тетяна Іванівна          | 02.11.2010            | Освіта вища    | член Всеукраїнського об’єднання "Батьківщина" | Гірницька міська лікарня, головна медсестра                                       |
| Політична партія "Сильна Україна"                       |                                  |                       |                |                                               |                                                                                   |
| б/м                                                     | Кухаренко Ігор Миколайович       | 02.11.2010            | Освіта вища    | позапартійний                                 | фізична особа-підприємець                                                         |
| б/м                                                     | Купріянов Олександр Вікторович   | 02.10.2010            | Освіта вища    | позапартійний                                 | ТОВ "Будсервіс", заступник директора                                              |
| Соціалістична партія України                            |                                  |                       |                |                                               |                                                                                   |
| 10                                                      | Бівшова Ольга Анатоліївна        | 02.11.2010            | Освіта вища    | член Соціалістичної партії України            | Селидівська загальноосвітня школа I-III ст. №17, вчитель                          |